# The Black Pixel Ape
Ne pas confondre avec The White Pixel Ape, autre album de Shaka Ponk.
Albums de Shaka Ponk
The White Pixel Ape
(2014) The Evol'
(2017)
Singles
1. On The Ro'
Sortie : 16 octobre 2014[1]

The Black Pixel Ape (sous-titré Drinking Cigarettes to Take a Break) est le cinquième album studio de Shaka Ponk, sorti le 3 novembre 2014.

## Liste des titres
| No  | Titre                     | Durée |
| --- | ------------------------- | ----- |
| 1.  | On The Ro'                | 2:53  |
| 2.  | Come On Cama              | 3:40  |
| 3.  | The Shell Maid Freak      | 2:22  |
| 4.  | The Way Out               | 3:34  |
| 5.  | Lucky Boy                 | 3:54  |
| 6.  | Frag Dog                  | 3:13  |
| 7.  | Mocks The Party           | 3:50  |
| 8.  | Happy Ape Rodeo           | 4:04  |
| 9.  | Time Has Come             | 3:06  |
| 10. | Kitty Call (Hidden Track) | 0:33  |
| 11. | Yell                      | 3:07  |
| 12. | 4xget                     | 3:37  |
| 13. | Morir Cantando            | 5:58  |